# زنقة الستات
زنقة الستات أحد أشهر الأسواق بمدينة الإسكندرية في مصر، حيث تتميز الزنقة بضيق شوارعها وازدحامها الشديد، كما اشتهرت ببيع المستلزمات النسائية.

## سبب شهرته
ارتبط اسم السوق بأشهر ثنائي إجرامي وهما ريا وسكينة اللتان اتخذتا من السوق مركزًا لاستدراج ضحاياهم لسرقتهم ثم قتلهم.

## تاريخه
يعود تاريخ السوق إلى أوائل القرن الماضي، حيث كان التجار في المغرب العربي وليبيا يتمركزون في حي المنشية الذي يقع وسط مدينة الإسكندرية عند مجيئهم لبيع من داخل مصر وهكذا أقيم السوق.
كان يسمى السوق في البداية باسم «زنقة سطات» حيث تشير كلمة زنقة إلى الشارع الضيق في اللهجة المغربية، فيما انبثقت كلمة ستات وفق روايتين؛ رجحت الأولى الاسم نسبة إلى مدينة سطات المغربية التي تأست خلال القرن 17 والتي حرفها اللسان المصري فيما بعد إلى «زنقة الستات»، بينما رجحت الرواية الثانية الاسم إلى «ستيت» أحد أشهر التجار المغاربة في تلك الحقبة لتلقب «بزنقة ستيت» تخليدا لمحال ذلك التاجر قبل أن تتحول فيما بعد إلى «زنقة الستات».
وقد كانت الزنقة سوقا تحيط بها الأسواق القديمة من ضمنها سوق الصاغة، وسوق الخيط الذي ما زال يبيع أفضل أنواع القماش.

## الباعة
من الملاحظ في السوق هو أن معظم الباعة من الرجال، غير أن النساء لا يبدين غضبهن على أن الرجال يعموا الاحتياجات ويعملون على إرضائهن ومعاونتهن في اختيار الأفضل لهن.
والدكاكين تفتح منذ الصباح الباكر حتى ساعات متأخرة من الليل ولا ترتبط بمواعيد خاصة ولكن متروكة حسب حاجه البيع والمواسم الخاصة.

## البيت الأبيض
هي منطقة داخل السوق مخصصة لفض النزاعات والخصومات بين تجار السوق.

## المساجد الأثرية
يوجد بزنقة الستات كثير من المساجد الأثرية التي تحيط بها وتجسد عظمة العمارة.